# Notícias da Redação
Notícias da Redação foi um telejornal brasileiro, exibido pela Rede Bandeirantes (no sinal nacional) e BandNews TV (como Jornal BandNews Primeira Edição), apresentado por Paula Valdez.

## História
A primeira versão estreou em 2005, indo ao ar de segunda à sexta-feira na grade matutina dentro do programa Bem Família. Era apresentado por Karyn Bravo, que também apresentava o Jornal da Band aos sábados. O noticiário mostrava algumas das principais notícias do Brasil e do mundo e era inspirado no Globo Notícia, embora não tivesse duas edições como o concorrente. O cenário do Notícias da Redação é o mesmo que o utilizado para o Jornal da Band. Além dessa exibição no programa matutino, o telejornal também tinha boletins exibidos durante a programação da emissora.
Em 2011, o telejornal deixou a grade de programação nacional da Rede Bandeirantes, no entanto continuou em algumas regiões do Brasil com versões locais do boletim.
Em 5 de agosto de 2019, a emissora reestreia o Notícias da Redação, agora como telejornal matutino diário, exibido para as emissoras da Band que não tem programação local, com o comando de Marina Machado.
No dia 1 de novembro do mesmo ano, Marina Machado deixou o jornal de forma temporária devido a sua licença-maternidade e no dia 4 de novembro, Paula Valdez assumiu a apresentação, sendo uma exibição simultânea com o BandNews TV, canal de notícias do Grupo Bandeirantes.
No dia 16 de março de 2020, devido a mudanças na grade jornalística da emissora, o telejornal passou a ser exibido das 5h50 às 7h30, depois do Primeiro Jornal e antecedendo o Bora Brasil. Em 2021, o jornal deixou de ser exibido.